# Supacell
Supacell är en brittisk äventyrs- och actiondramaserie vars första säsong hade premiär på strömningstjänsten Netflix den 27 juni 2024. Serien som består av sex avsnitt är skapad av Rapman som även skrivit seriens manus.

## Handling
Serien kretsar kring en till synes helt vanliga människor från södra London som helt plötsligt utvecklar superkrafter. Den enda synliga gemensamma nämnaren är att de är svarta.

## Rollista (i urval)
- Tosin Cole – Michael Lasaki
- Adelayo Adedayo – Dionne
- Yasmin Monet Prince – Veronica
- Eddie Marsan – Ray
- Nadine Mills – Sabrina
- Eric Kofi-Abrefa – Andre
- Calvin Demba – Rodney